# WWF Wrestling Challenge
WWF Wrestling Challenge è stato un programma televisivo di wrestling prodotto dalla World Wrestling Federation. Andava in onda settimanalmente dal 1986 al 1995. Lo show prese poi il nome WWF Challange nel 1995. Lo spettacolo fu caratterizzato da match, interviste pre-match, e, occasionalmente, eventi settimanali riassunti nella programmazione della WWF.

## Storia
Wrestling Challenge debuttò ufficialmente il 7 settembre 1986, in sostituzione del precedente programma All-Star Wrestling.
Dopo il debutto dello show The Snake Pit, condotto da Jake "The Snake" Roberts, debuttò come una caratteristica dello spettacolo. The Snake Pit fu un segmento di interviste sul modello di Piper's Pit di Roddy Piper, che andava in onda su Superstars of Wrestling. Wrestling Challenge inoltre ospitava un altro spettacolo simile, The Brother Love Show. Questo segmento, che debuttò nel 1988, fu successivamente trasferito a Superstars of Wrestling. Dopo questo, la caratteristica principale fu un colloquio di podio con Gene Okerlund e una casuale superstar della WWF fino al 1991. A partire dal 1991, The Barber Shop debuttò con il conduttore Brutus "The Barber" Beefcake, mentre The King's Court, condotto da Jerry Lawler, debuttò nel 1993.

### Match titolati
Mentre Superstars of Wrestling organizzava la maggior parte dei match titolati trasmessi sulla televisione nazionale, Wrestling Challenge ebbe solo un cambio di titolo, quando i Money Inc. (Ted DiBiase & Irwin R. Schyster) sconfissero i Natural Disasters (Earthquake & Typhoon) con l'interferenza degli Headshrinkers, vincendo i WWF Tag Team Championship il 1º novembre 1992.

### Commentatori
Per i primi tre episodi furono Gorilla Monsoon, Ernie Ladd, e Luscious Johnny V a commentare lo show. Dopo di che, gli ultimi due furono sostituiti da Bobby "The Brain" Heenan. Lo spettacolo cominciò ad essere commentato da Dok Hendrix e, occasionalmente, da Mr. Perfect fino all'interruzione del programma nel 1995.
Altri commentatori:
- Gorilla Monsoon e Lord Alfred Hayes, UK Challenge (1987-1988)
- Gorilla Monsoon, Tony Schiavone, e Bobby Heenan (25 giugno 1989)
- Gorilla Monsoon e Tony Schiavone (2 luglio 1989 - 1º aprile 1990)
- Vince McMahon e Gorilla Monsoon (19 novembre 1989, 26 novembre 1989, 3 dicembre 1989)
- Gorilla Monsoon, Bobby Heenan, e Jim "The Anvil" Neidhart (31 marzo 1991 - 25 agosto 1991)
- Gorilla Monsoon e Bobby Heenan (28 settembre 1986 - 18 giugno 1989, 22 aprile 1990 - 24 marzo 1991, 1º settembre 1991 - 4 aprile 1993)
- Jim Ross e Bobby Heenan (11 aprile 1993 - 5 dicembre 1993)
- Jim Ross e Gorilla Monsoon (12 dicembre 1993 - 13 febbraio 1994)
- Gorilla Monsoon e Stan Lane (13 febbraio 1994 - 20 marzo 1994)
- Stan Lane e Ted DiBiase (27 marzo 1994 - 7 agosto 1994, 26 febbraio 1995)
- Jim Ross e Ted DiBiase (14 agosto 1994 - 28 agosto 1994)
- Gorilla Monsoon e Ted DiBiase (10 luglio 1994, 4 settembre 1994 - 23 aprile 1995)
- Jim Ross e Gorilla Monsoon (30 aprile 1995 - 30 luglio 1995)
- Stan Lane e Gorilla Monsoon (18 giugno 1995)
- Jim Ross e Dok Hendrix (6 agosto 1995 - 27 agosto 1995)

### Trasmissione internazionale
In Canada, Wrestling Challenge fu rinominato WWF Cavalcade, con l'unica differenza, a parte il titolo, che c'erano dei segmenti di intervista prodotti appositamente in Canada. Nel Regno Unito, lo show andò in onda su Sky 1, e ne fu trasmessa un'edizione dal 1987 al 1988 su ITV.